# Vitinha
Vítor Machado Ferreira (Aves, 13 de fevereiro de 2000), mais conhecido como  Vitinha, é um futebolista português que atua como meio-campista. Atualmente joga pelo Paris Saint-Germain e pela Seleção Portuguesa.

## Carreira

### Início
Vitinha nasceu em Aves, no município de Santo Tirso, e por intermédio de seu pai, o ex-jogador Vítor Manuel, desde cedo mostrou que iria ser um futebolista e iria seguir seus passos. Começou nas escolinhas do Desportivo Aves onde seu pai é ídolo, e com sete anos onde disputou o Mundialito de Algarve na páscoa de 2007, tendo ido posteriormente para a escolinha Pinheirinhos de Ringe, onde começou destacar-se e atuou com o guarda-redes Diogo Costa. Depois de andanças por treinos de captações pelo Benfica, acabou sendo integrado ao time dos encarnados chamada clube Benfica de Póvoa de Lanhoso, onde ficou por três anos e acabou dispensado por ser demasiado franzino. Também foi procurado pelo Sporting, mas optou pelo Porto.

### Porto
O jogador ingressou nas categorias de base do Porto em 31 de maio 2011. Vitinha passou pela Dragon Force do clube na temporada 2013-14 e um rápido empréstimo ao Padroense na temporada 2014–15. Na temporada 2018–19 foi campeão nacional e continental, tendo batido o Chelsea por 3–1 na final da Liga Youth do Sub-19 na temporada e atuado em nove jogos do torneio, além de ter renovado seu contrato com clube até 2024.

#### 2019–20
Fez sua estreia oficial pelo time principal do Porto em 14 de janeiro de 2020, na vitória por 2–1 sobre o Varzim. Vítor foi sexto jogador da base promovido ao profissional pelo técnico Sérgio Conceição.
Sua estreia como titular foi em 5 de fevereiro de 2020, no empate de 1–1 com o Acadêmico de Viseu no jogo de ida das semifinais da Taça da Liga. Em sua primeira temporada pelo Dragão, Vitinha atuou em 12 jogos e integrou o elenco campeão da Primeira Liga e da Taça da Liga, além de alternar com atuações pelo time B onde fez 17 partidas e nove gols.

### Wolverhampton
Em 9 de setembro de 2020, foi anunciado seu empréstimo ao clube inglês Wolverhampton com opção de compra de 20 milhões de euros, tendo escolhido a camisa 20 para usar. Fez sua estreia pelo Wolves cinco dias depois, na vitória por 2–0 sobre o Sheffield United na primeira rodada da Premier League, entrando nos cinco minutos finais no lugar do compatriota João Moutinho. Após três partidas pelo time principal, foi relacionado e atuou em uma partida pelo Sub-23 do clube na derrota de 2–1 para o Crystal Palace em jogo da Premier da categoria, tendo atuado os 90 minutos.
Em 15 de dezembro, deu uma assistência para Pedro Neto fazer o gol da vitória por 2–1 sobre o Chelsea na 13ª rodada da Premier League. Seu primeiro e único gol pela equipe foi em 22 de janeiro, tendo feito um bonito gol do Wolves na vitória de 1–0 sobre o Chorley, na quarta eliminatória da Copa da Inglaterra. Ao todo disputou 22 partidas pelo clube inglês, com um gol e uma assistência, tendo retornado ao Porto no fim da temporada em julho.

### Retorno ao Porto

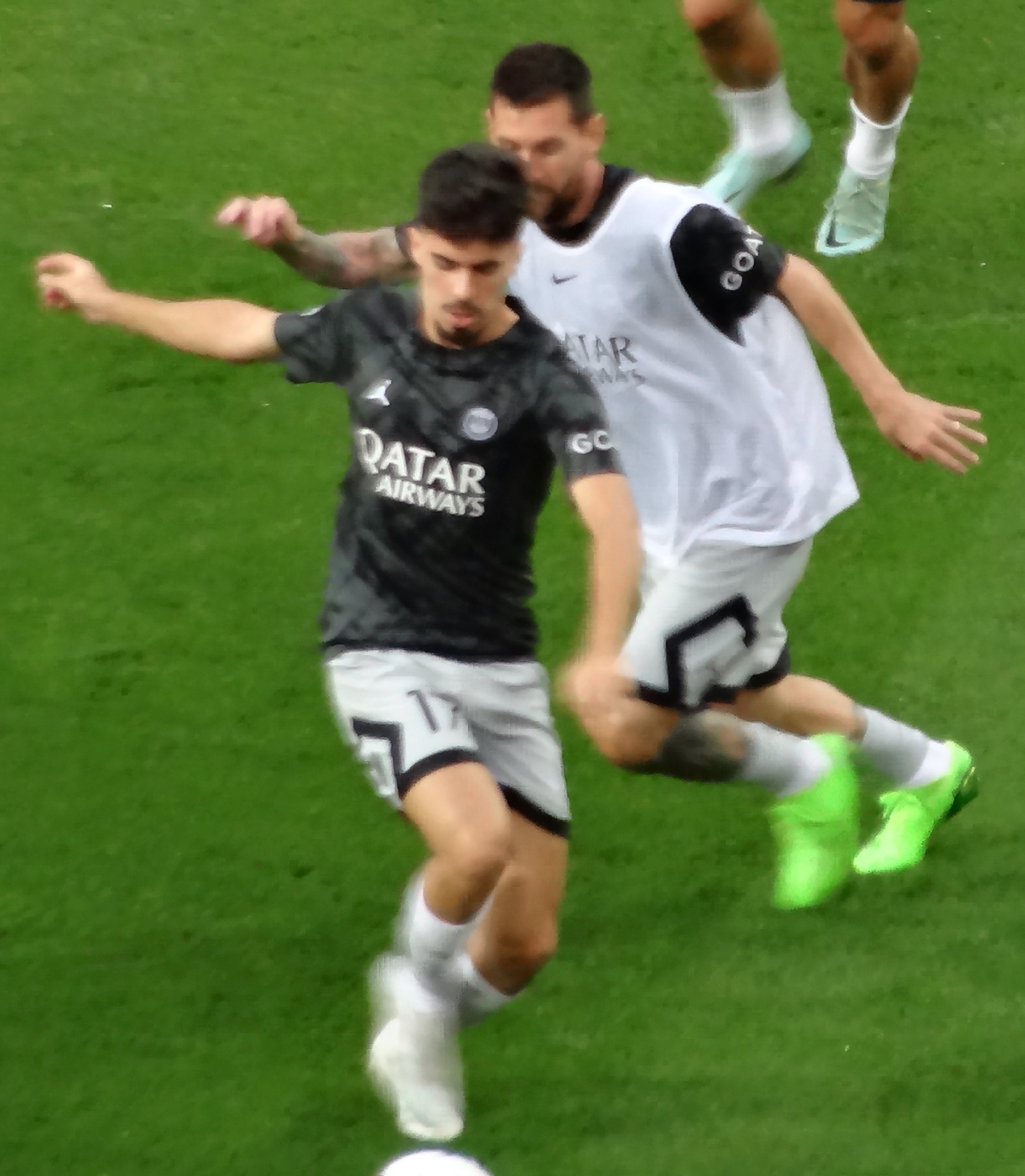
Vitinha em 2022

Fez seu primeiro com a camisa do Dragão em 3 de dezembro de 2021, na vitória por 3–0 sobre o Portimonense na 13ª rodada. Também fez na vitória por 3–0 sobre o Benfica nas oitavas da Taça da Liga, além de uma assistência para Taremi fazer o segundo gol na vitória de 3–1 na 16ª rodada da Liga Portuguesa, também contra os encarnados. Esse desempenho lhe fez ganhar como o melhor jogador e meio-campista da Liga Portuguesa em dezembro. No mês de janeiro, mais uma vez foi eleito o melhor jogador da Liga e o melhor meio-campo também.
No mês de abril, ficou em segundo lugar na eleição de melhor meio-campo, atrás de seu companheiro de time Fábio Vieira e à frente de Matheus Nunes, do Sporting. Durante a campanha do Porto na temporada, consolidou-se como titular absoluto do Dragão e em março, foi eleito o melhor meio-campo da Liga pela terceira vez com 29,63% dos votos, tendo feito três partidas no período, além do melhor jogador do mês novamente.
Vitinha foi um dos destaques do Porto na conquista do Campeonato nacional e titular absoluto, com dois gols e três assistências, além de ter sido o melhor jogador da Liga por três meses seguidos. Esse foi seu terceiro conquistado pelo time principal. Em 22 de maio, fez um dos gols na vitória por 3–1 sobre o Tondela na final da Taça de Portugal e ajudou o Dragão a conquistar o título da competição. Terminou a temporada com 47 jogos, três gols e cinco assistências, além de ser eleito para o time ideal da Primeira Liga e o melhor jogador jovem.

### Paris Saint-Germain

#### 2022–23
Especulado em vários clubes, no dia 17 de junho foi anunciado como primeiro reforço do Paris Saint-Germain para a temporada 2022–23, com o clube parisiense tendo concordado a pagar a cláusula de rescisão de 40 milhões de euros (equivalente a 215 milhões de reais) para contratar Vitinha. Foi apresentado oficialmente em 30 de junho.
Realizou sua estreia pelo clube parisiense em 15 de julho, na vitória por 2–0 sobre o Quivilly-Rouen em partida amistosa. Vitinha conquistou seu primeiro título pelo clube parisiense no dia 31 de julho, na vitória por 4–0 contra o Nantes, pela Supercopa da França, tendo atuado como titular os 90 minutos. O português adaptou-se rapidamente ao clube e logo tornou-se uma das principais escolhas do técnico Christophe Galtier, atuando em todos os jogos na primeira metade da temporada.
Seu primeiro gol pela equipe parisiense ocorreu no dia 16 de abril de 2023, fechando a vitória de 3–1 sobre o Lens, tendo também concedido uma assistência para Kylian Mbappé abrir o placar. Voltou a marcar na vitória de 3–1 sobre o Troyes, na 34ª rodada, e integrou o elenco campeão da Ligue 1, tendo disputado 36 dos 38 jogos da competição e feito dois gols.

#### 2023–24
Vitinha foi um dos destaques do clube parisiense, atuando em 46 partidas, marcando nove gols e distribuído cinco assistências, além de no mês de março ter sido nomeado na votação mensal dos três melhores jogadores do Campeonato Francês e ter sido eleito para a seleção da competição ao final.
Nos duelos nas quartas de final contra o Barcelona na Liga dos Campeões, marcou um gol na ida e na volta, ajudando o PSG a classificar-se às semifinais e vivendo a melhora fase de sua carreira. Foi considerado pelo técnico Luis Enrique o melhor jogador da equipe na temporada.

## Seleção Nacional

### Sub-17
Em fevereiro de 2017, Vitinha foi um dos 20 convocados pelo técnico José Guilherme para representar Portugal Sub-17 no Torneio Internacional de Algarve, onde sagrou-se campeão.

### Sub-18
Pelo Sub-18, esteve nos elencos que disputaram os Torneios Internacionais do Porto em abril e de Lisboa em junho, tendo sido campeão de ambos.

### Sub-19
Em maio de 2019, foi um dos 22 convocados para representar Seleção Portuguesa no Torneio de Toulon. Fez um dos gols da vitória de 3–0 sobre a França no último jogo torneio em 12 de junho, tendo Portugal ficado na quinta posição do torneio. e ao final do torneio, foi eleito o jogador revelação do torneio.
Também integrou o elenco convocado para a Eurocopa Sub-19 de 2019. Além de ter sido capitão da equipe e titular em todos os jogos, contribuiu com gols contra Armênia na última rodada da fase de grupos e Irlanda na semifinal, ambas vencidas por 4–0 e sendo a terceira final seguida de Portugal no torneio. Porém, Portugal acabou sendo derrotado pela Espanha na final por 2–0.

### Sub-21
Em 15 de março de 2021, foi um dos 23 convocados por Rui Jorge para representar Portugal na Eurocopa Sub-21. Portugal chegou à final, mas foi derrotado pela Alemanha por 1–0 e ficou com o vice-campeonato. Ao fim do torneio, Vítor foi eleito para o time da competição. Durante as rodadas de qualificação para o Campeonato Europeu Sub-21 de 2023, destacou-se por portar a faixa de capitão e ser o líder da equipe, ajudando a Seleção a não sofre gols em três jogos seguidos e manter-se com 100% de aproveitamento.

### Principal
Obteve sua primeira convocação para a Seleção Principal em 20 de março de 2022, convocado por Fernando Santos para o lugar de Rúben Neves devido a lesão do mesmo. Os jogos eram playoffs para a Copa do Mundo de 2022, contra Turquia em 24 de março e caso passasse, contra o vencedor de Itália e Macedônia do Norte em 29 de março.
Fez sua estreia em 29 de março, entrando no lugar de João Moutinho aos 91 minutos do segundo tempo da vitória por 2–0 sobre a Macedônia, sendo Vitinha o 57º jogador alçado na Seleção Principal por Fernando Santos.
Em 20 de maio, Vitinha foi um dos 26 convocados para representar Portugal na Liga das Nações da UEFA, contra Espanha, Chéquia e Suíça na fase de grupos. Em 15 de setembro, foi convocado para duas rodadas Liga das Nações, contra Chequia e Espanha, em 24 e 27 de setembro.
Em 23 de outubro, figurou na lista dos 55 pré-convocados para a Copa do Mundo de 2022 e em 10 de novembro, foi um dos 26 convocados para o torneio.
Em 21 de maio, foi um dos 26 convocados pelo técnico Roberto Martínez para representar Portugal na Eurocopa de 2024.

## Vida Pessoal
Vítor é filho do ex-jogador Vítor Manuel, ídolo do Desportivo das Aves. Sua primeira filha, Mafalda, nasceu no ano de 2021.

## Estatísticas
Atualizadas até 30 de maio de 2024

### Clubes
| Equipe              | Temporada         | Campeonato nacional | Campeonato nacional | Campeonato nacional | Copa nacional[a] | Copa nacional[a] | Copa nacional[a] | Competições continentais[b] | Competições continentais[b] | Competições continentais[b] | Outros torneios[c] | Outros torneios[c] | Outros torneios[c] | Total | Total | Total   |
| Equipe              | Temporada         | Jogos               | Gols                | Assist.             | Jogos            | Gols             | Assist.          | Jogos                       | Gols                        | Assist.                     | Jogos              | Gols               | Assist.            | Jogos | Gols  | Assist. |
| ------------------- | ----------------- | ------------------- | ------------------- | ------------------- | ---------------- | ---------------- | ---------------- | --------------------------- | --------------------------- | --------------------------- | ------------------ | ------------------ | ------------------ | ----- | ----- | ------- |
| Porto B             | 2019–20           | 17                  | 9                   | 3                   | —                | —                | —                | —                           | —                           | —                           | —                  | —                  | —                  | 17    | 9     | 3       |
| Porto B             | Total             | 17                  | 9                   | 3                   | 0                | 0                | 0                | 0                           | 0                           | 0                           | 0                  | 0                  | 0                  | 17    | 9     | 3       |
| Porto               | 2019–20           | 8                   | 0                   | 0                   | 4                | 0                | 1                | —                           | —                           | —                           | —                  | —                  | —                  | 12    | 0     | 1       |
| Porto               | Total             | 8                   | 0                   | 0                   | 4                | 0                | 1                | 0                           | 0                           | 0                           | 0                  | 0                  | 0                  | 12    | 0     | 1       |
| Wolverhampton       | 2020–21           | 19                  | 0                   | 1                   | 3                | 1                | 0                | —                           | —                           | —                           | —                  | —                  | —                  | 22    | 1     | 1       |
| Wolverhampton       | Total             | 19                  | 0                   | 1                   | 3                | 1                | 0                | 0                           | 0                           | 0                           | 0                  | 0                  | 0                  | 22    | 1     | 1       |
| Porto               | 2021–22           | 30                  | 2                   | 3                   | 7                | 1                | 1                | 10                          | 0                           | 0                           | —                  | —                  | —                  | 47    | 3     | 5       |
| Porto               | Total             | 30                  | 2                   | 7                   | 7                | 1                | 1                | 10                          | 0                           | 0                           | 0                  | 0                  | 0                  | 47    | 3     | 5       |
| Paris Saint-Germain | 2022–23           | 36                  | 2                   | 3                   | 3                | 0                | 0                | 8                           | 0                           | 1                           | 1                  | 0                  | 0                  | 48    | 2     | 4       |
| Paris Saint-Germain | 2023–24           | 28                  | 7                   | 4                   | 5                | 0                | 0                | 12                          | 2                           | 1                           | 1                  | 0                  | 0                  | 46    | 9     | 5       |
| Paris Saint-Germain | Total             | 64                  | 9                   | 5                   | 8                | 0                | 0                | 20                          | 2                           | 2                           | 2                  | 0                  | 0                  | 94    | 2     | 9       |
| Total na carreira   | Total na carreira | 138                 | 20                  | 16                  | 22               | 2                | 2                | 30                          | 2                           | 2                           | 2                  | 0                  | 0                  | 192   | 15    | 19      |

- a. ^ Jogos da Taça da Liga, Taça de Portugal, Copa da Inglaterra e Copa da Liga Inglesa
- b. ^ Jogos da Liga dos Campeões da UEFA e Liga Europa da UEFA
- c. ^ Jogos da Supercopa da França

### Seleção Portuguesa
Atualizadas até 5 de julho de 2024.
Sub-17
| Ano   |       |      |         |
| Ano   | Jogos | Gols | Assist. |
| ----- | ----- | ---- | ------- |
| 2017  | 1     | 0    | 0       |
| Total | 1     | 0    | 0       |

Sub-18
| Ano   |       |      |         |
| Ano   | Jogos | Gols | Assist. |
| ----- | ----- | ---- | ------- |
| 2018  | 6     | 0    | 0       |
| Total | 6     | 0    | 0       |

#### Sub-19
| Ano   |       |      |         |
| Ano   | Jogos | Gols | Assist. |
| ----- | ----- | ---- | ------- |
| 2018  | 4     | 0    | 0       |
| 2019  | 12    | 3    | 3       |
| Total | 16    | 3    | 3       |

Sub-21
| Ano   |       |      |         |
| Ano   | Jogos | Gols | Assist. |
| ----- | ----- | ---- | ------- |
| 2019  | 5     | 0    | 0       |
| 2020  | 6     | 1    | 1       |
| 2021  | 11    | 0    | 1       |
| Total | 22    | 1    | 2       |

Principal
| Ano   |       |      |         |
| Ano   | Jogos | Gols | Assist. |
| ----- | ----- | ---- | ------- |
| 2022  | 8     | 0    | 0       |
| 2023  | 6     | 0    | 0       |
| 2024  | 7     | 0    | 1       |
| Total | 21    | 0    | 1       |

## Títulos

### Base
Porto Sub-19
- Campeonato Nacional de Juniores: 2018–19
- Liga Jovem da UEFA: 2018–19

### Profissional
Porto
- Primeira Liga: 2019–20 e 2021–22
- Taça da Liga: 2019–20
- Taça de Portugal: 2021–22

Paris Saint-Germain
- Supercopa da França: 2022, 2023 e 2024
- Ligue 1: 2022–23, 2023–24 e 2024–25[76]
- Copa da França: 2023–24 e 2024–25[77]
- Liga dos Campeões da UEFA: 2024–25[78]
- Supercopa da UEFA: 2025[79]

Portugal
- Liga das Nações da UEFA: 2024–25[80]

### Prêmios individuais
- Jogador Revelação do Torneio de Toulon de 2014
- Jogador do Mês da Primeira Liga de 2021–22: dezembro de 2021, janeiro de 2022 e abril de 2022
- Meio-campista do Mês da Primeira Liga de 2021–22: dezembro de 2021, janeiro de 2022 e abril de 2022
- Seleção da Eurocopa Sub-21 de 2021
- Seleção da Primeira Liga: 2021–22
- Melhor jogador jovem da Primeira Liga: 2021–22
- Seleção da Ligue 1: 2023–24 e 2024–25[81]
- Seleção da Liga dos Campeões da UEFA: 2023–24[82]